# Нганилау, Пенаиа
Рату Сэр Пенаиа Канатамбату Нганилау (англ. Ratu Sir Penaia Kanatabatu Ganilau, 28 июля 1918—15 декабря 1993) — первый президент Фиджи с 8 декабря 1987 по 15 декабря 1993, умер на посту президента. Ранее он был третьим генерал-губернатором с 12 февраля 1983 по 15 октября 1987 года, представляя Королеву Елизавету II, Королеву Фиджи.

## Биография
Окончил колледж Вэдхем в Оксфорде, после чего в 1946 г. окончил специальные офицерские управленческие курсы в Девоншире.
После возвращения на Фиджи работал в колониальной администрации, в 1953—1956 гг. служил в Вооруженных силах, уйдя в отставку в звании подполковника.
В 1961 г. вернулся на государственную службу в должности заместителя секретаря по делам Фиджи.
В 1963 г. на первых прямых выборах избирается в Законодательный совет.
- 1967—1970 гг. — министр по делам Фиджи и местного самоуправления,
- 1970—1972 гг. — министр внутренних дел, земель и минеральных ресурсов,
- 1972—1973 гг. — министр связи, занятости и туризма,
- 1973—1983 гг. — заместитель премьер-министра, одновременно в 1975—1983 гг. — министр внутренних дел, в 1977—1983 гг. — министр по делам Фиджи и развития сельских районов,
- 1983—1987 гг. — генерал-губернатор Фиджи. После первого военного переворота 1987 г., предпринятого подполковником Ситивени Рабука, он демонстративно отказался покинуть свой пост. Однако второй переворот в октябре того же года вынудил политика уйти в отставку. Это привело к временному разрыву Фиджи с британской короной.

В 1987—1993 гг. — первый президент Фиджи. Председательствовал во время принятия Конституции 1990 г. При нём были проведены первые после кризиса 1987 г. всеобщие выборы (1992).
Также имел титул Туи Кэко как вождь провинции Cakaudrove.